# Chalandry-Elaire

Chalandry-Elaire este o comună în departamentul Ardennes din nordul Franței. În 1 ianuarie 2022 avea o populație de 726 de locuitori.